# James Lowther (1er comte de Lonsdale)
Pour les articles homonymes, voir James Lowther.
James Lowther, 1er comte de Lonsdale (5 août 1736 - 24 mai 1802) est un propriétaire terrien anglais et un homme politique qui siège à la Chambre des communes pendant 27 ans 1757-1784, quand il est élevé à la Pairie de Grande-Bretagne comme Comte de Lonsdale.

## Biographie

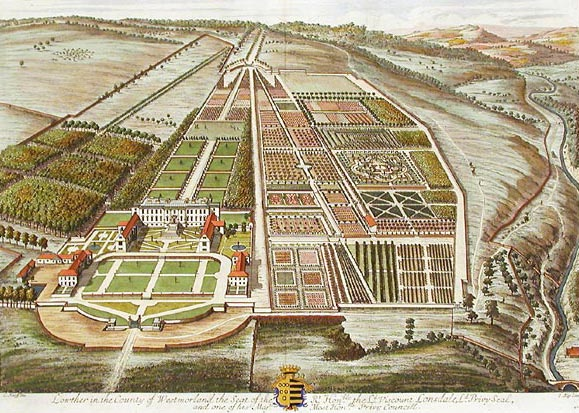
Château Lowther au début du 18e siècle

Fils de Robert Lowther (1681-1745), de Maulds Meaburn, Westmorland, et Catherine Pennington, il fait ses études à Peterhouse, Cambridge.
Il succède à son père en 1745 comme baronnet et hérite des domaines, dont le château de Lowther, de son arrière-oncle Henry Lowther (3e vicomte Lonsdale), le 6 mars 1751. Il hérite également des domaines de William Lowther (3e baronnet) de Marske le 15 avril 1756 et des domaines de son cousin James Lowther (4e baronnet) de Whitehaven en 1755.
Il exerce une influence sur un certain nombre d’arrondissements «pourris» ou «de poche», notamment Appleby, exemple classique de ce type de circonscription. En 1761, il est crédité d'avoir obtenu l'élection de huit députés - deux pour Cumberland, Westmorland et Cockermouth, et un pour Appleby et Carlisle.
Il épouse Mary Crichton-Stuart, fille de John Stuart (3e comte de Bute) et Mary Wortley-Montagu, 1re baronne de Mount Stuart le 7 septembre 1761 et a de nombreuses maîtresses. Il est tombé amoureux de la fille d'un de ses locataires et en fait sa maîtresse en la gardant dans le luxe. Quand elle est morte, il ne pouvait plus supporter de l'enterrer et le corps reste couché jusqu'à ce que la putréfaction croissante devienne insupportable. Il fait ensuite déposer son corps dans un cercueil surmonté d'un couvercle en verre qui est placé dans un placard. Finalement, son corps est enterré au cimetière de Paddington.
Il est créé comte de Lonsdale le 24 mai 1784 et vicomte Lowther le 26 octobre 1797, avec comme héritier son cousin, William Lowther (1er comte de Lonsdale) de Little Preston.
Le 9 juin 1792, il se bat en duel avec le capitaine Cuthbert des Gardes, qui refuse de laisser sa voiture passer par Mount Street à Londres, où des émeutes ont eu lieu. Le comte lui demande s'il sait qui il est, ce qui conduit à un échange de paroles désagréables à la suite duquel il se sent obligé de défier le capitaine en duel le lendemain matin. Une balle de pistolet traverse le manteau de la veste de Cuthbert mais, après l'échange de tirs, les deux hommes ne sont pas blessés. L'affaire est conclue par une poignée de main.
Il est surnommé "Wicked Jimmy", "Bad Earl", "Gloomy Earl" et "Jimmy", ou "Jemmy Grasp-all, Earl of Toadstool",.
Il meurt en 1802 sans avoir d'enfants de sa femme. Son comté et son titre de baronnet disparaissent, mais son cousin William Lowther (1er comte de Lonsdale), lui succède en 1807 comme comte de Lonsdale de la deuxième création, en qualité de vicomte Lowther. Ce dernier, un magnat du charbon, hérite également du château de Lowther, qu'il reconstruit entre 1806 et 1814.